# Lieutenant (junior grade)
Pour les articles homonymes, voir Lieutenant.
Lieutenant (junior grade ou j.g.) est un grade d'officier militaire dans l'United States Navy, l'United States Coast Guard, l'United States Public Health Service Commissioned Corps, et le National Oceanic and Atmospheric Administration Commissioned Officer Corps, avec une échelle barémique ou échelle salariale (pay grade (en)) de 0-2. Il est équivalent au grade d'enseigne de vaisseau de première classe dans la Marine française  ou la Marine belge.

## Étymologie
Le terme apparaît en 1909 .

## Liste de lieutenants (junior grade) célèbres
- Neil Armstrong
- Paul Brown
- George H. W. Bush
- Albert David
- Henry Fonda
- L. Ron Hubbard
- John F. Kennedy
- Bob Kerrey
- Harvey Milk
- Thomas R. Norris
- Weedon Edward Osborne (1893-1918)
- David Robinson
- Malcolm Wilson